# Joey Molland
Joseph Charles Molland (Edge Hill (Liverpool), 21 juni 1947 – St. Louis Park (Minnesota), 1 maart 2025) was een Britse rock- en powerpopgitarist en singer-songwriter, wiens opnamecarrière vijf decennia beslaat. Hij is vooral bekend als lid van Badfinger, de meest succesvolle van de acts waarmee hij optrad.

## Biografie
Oorspronkelijk was hij lid van verschillende rockbands in Liverpool, zoals The Assassins en The Profiles, maar Molland begon zijn opnamecarrière in 1965 toen hij zich bij The Masterminds voegde. Deze band bracht een single uit bij Immediate Records, bestaande uit een cover van Bob Dylans She Belongs to Me, ondersteund door een originele band Taken My Love. Hierna viel de band uit elkaar en voegde Molland zich bij de begeleidingsgroep van The Merseys. Hoewel hij nooit met hen opnam, vergezelde hij hen op tournee. Mollands opnamecarrière begon pas echt in 1967 toen hij zich bij Gary Walker (voorheen van The Walker Brothers) voegde voor de groep Gary Walker & The Rain. The Rain bracht tussen 1967 en 1969 verschillende singles, een ep en een album uit bij de Polydor- en Philips-labels in het Verenigd Koninkrijk en Japan. Het album #1 bevatte vier Molland-composities en werd vooral goed ontvangen in Japan, maar een gebrek aan succes in hun thuisbasis in het Verenigd Koninkrijk zorgde ervoor dat de band in 1969 uit elkaar ging.
In november 1969 deed Molland auditie voor The Iveys en werd aangenomen. The Iveys waren een opvallende opnameband in de tijd van Apple Records (een label gelanceerd door The Beatles). De Iveys veranderden hun naam in Badfinger, nadat ze de originele bassist Ron Griffiths hadden afgewezen, gitarist Tom Evans naar basgitaar had gewisseld en Molland als gitarist was begonnen. De band genoot de komende jaren van een vroege reeks succesvolle singles en albums. Tijdens Mollands samenwerking met Apple, maakte hij gastoptredens op de twee George Harrison-albums All Things Must Pass en The Concert For Bangla Desh en het John Lennon-album Imagine. Molland verliet Badfinger eind 1974 vanwege meningsverschillen over het management. In 1975 sloot hij zich aan bij Jerry Shirley (voorheen van Humble Pie) en vormde de band Natural Gas. De band bracht de lp Natural Gas uit bij Private Stock Records in 1976 en genoot het jaar daarop van een succesvolle tournee met Peter Frampton. Volgens Molland leidde een algemeen gebrek aan organisatie tot de ondergang van de band eind 1977. Molland en voormalig Badfinger-bandgenoot Tom Evans namen de twee albums Airwaves in 1978 en Say No More in 1981 op onder de naam Badfinger. Hij en Evans gingen uit elkaar na Say No More en de twee traden op in rivaliserende toerende Badfinger-bands tot Evans' zelfmoord in 1983.
Mollands carrière is sinds 1983 bij verschillende rockbands en duo's en het uitvoeren van tournees onder de naam Badfinger of als Joey Mollands Badfinger. Eerdere versies van deze bands bevatten soms de oorspronkelijke Badfinger-drummer Mike Gibbins. Molland speelde een belangrijke rol bij het uitbrengen van de live-opname Day After Day: Live uit 1974 van Badfinger bij Rykodisc in 1991, die gemengde kritische reacties ontving vanwege overdubben en een herschikte nummervolgorde. De solo-opnamen van Molland zijn goed ontvangen. Zijn eerste After The Pearl werd in 1984 uitgebracht bij Earthtone Records. Zijn tweede The Pilgrim werd in 1992 uitgebracht bij Rykodisc. Zijn derde album This Way Up werd in 2001 in eigen beheer uitgebracht. Zijn meest recente album Return To Memphis werd uitgebracht op 13 december 2013.
Molland ging in 2015 terug de studio in met leden van 10,000 Maniacs (Ladies First) om een nieuwe versie uit te brengen van het klassieke nummer Sweet Tuesday Morning van Badfingers album Straight Up uit 1972. De samenwerking, in samenwerking met HAIL! Fredonia Records van de State University of New York at Fredonia heeft zich ten doel gesteld, de ondersteuning uit te breiden naar mensen die hulp nodig hebben en de autorisatie van de gemeenschap te vergroten met opbrengsten ter ondersteuning van de wereldwijde non-profitorganisatie WhyHunger. In 2019 speelt Molland samen met Jason Scheff, Todd Rundgren, Micky Dolenz en Christopher Cross muziek uit het White Album tijdens een tournee met beperkte betrokkenheid door het midden en oosten van de Verenigde Staten. Eind 2019 toerde Molland met Todd Rundgren, Jason Scheff, Micky Dolenz en Christopher Cross ter ere van The Beatles White Album op het It Was Fifty Years Ago Today - A Tribute to the Beatles White Album. Molland zong de Badfinger-nummers Baby Blue en No Matter What.

## Privéleven
Molland woonde in Minnesota en had twee volwassen kinderen, Joseph Charles III en Shaun. Hij toerde verder onder de naam Joey Mollands Badfinger.
Molland overleed op 1 maart 2025 op 77-jarige leeftijd.

## Discografie
Met The Masterminds
- 1965: She Belongs to Me (single)

Met Gary Walker & The Rain
- 1968: Album No. 1

Met Badfinger
- 1970: No Dice
- 1971: Straight Up
- 1973: Ass
- 1974: Badfinger
- 1974: Wish You Were Here
- 1979: Airwaves
- 1981: Say No More

Met Natural Gas
- 1976: Natural Gas (1976)

### Solo
- 1983: After The Pearl
- 1992: The Pilgrim
- 1997: Basil (ook bekend als Demo's Old and New)
- 2001: This Way Up
- 2013: Return to Memphis
- 2020: Be True to Yourself

### Als gastartiest
- The Concert For Bangla Desh (album)
- All Things Must Pass door George Harrison (album)
- Imagine door John Lennon (album)
- Victory Gardens (1991) met het folkduo John & Mary
- Wear A New Face door Tim Schools
- Love Her door Tim Schools (2015 album; geproduceerd door Molland)

- Biblioteca Nacional de España: XX1035579
- International Standard Name Identifier: 0000 0000 4001 116X
- Library of Congress Control Number: no98024025
- MusicBrainz: e05f382d-f99c-49dd-b9d6-700a7d6a6384
- Virtual International Authority File: 11918279
- WorldCat: E39PBJjtdt7Hkc69QcpxpgTrbd